# Guardians of the Galaxy Vol. 3 (саундтрек)
Guardians of the Galaxy Vol. 3: Awesome Mix Vol. 3 (Original Motion Picture Soundtrack) (англ. Вартові галактики 3: Крутезна збірка, частина 3) — альбом саундтреків до фільму 2023 року «Вартові галактики 3», виробництва Marvel Studios. До альбому увійшли пісні, присутні у фільмі на плеєрі Zune Пітера Квілла, Зоряного лицаря, і він вийшов на лейблі Hollywood Records 3 травня 2023 року. Того ж дня лейбл Hollywood Records випустив окремий альбом музики до фільму Guardians of the Galaxy Vol. 3 (Original Score), написаний Джоном Мерфі.

## Тло
У жовтні 2021 року Джеймс Ґанн підтвердив, що Тайлер Бейтс, композитор фільмів «Вартові галактики» (2014) і «Вартові галактики 2» (2017), не повернеться до написання музики до фільму, а також, що його замінить Джон Мерфі, який написав саундтрек до фільму «Загін самогубців: Місія навиліт» (2021) і телевізійного спецвипуску «Вартові галактики: Спеціальний святковий випуск» (2022), які також зняв Ґанн. Попри те, що у фільмі був інший композитор, деякі теми, написані Бейтсом у попередніх фільмах, були використані у саундтреку. Під час фільмування Ґанна Мерфі розповів, що вже написав декілька треків для своєї партитури, які будуть використані під час знімання фільму.
У квітні 2017 року Ґанн вважав, що музика до фільму буде відрізнятися від пісень, які були використані для саундтреків перших двох фільмів, Awesome Mix Vol. 1 і Awesome Mix Vol. 2. Наступного місяця він додав, що «панікує» з приводу саундтреку і незабаром повинен зробити «досить конкретний вибір» через ширший діапазон доступної музики для історії. До початку липня 2017 року Ґанн звузив свій вибір потенційних пісень до 181, але зазначив, що цей список може знову зрости. Всі пісні для фільму були відібрані до наступного місяця; пісні не є сучасними та походять з медіаплеєра Zune Квілла, який він отримав наприкінці другого фільму, хоча Ґанн додав, що саундтрек не обмежується поппіснями 1970-х років, як у перших двох фільмах, а охоплює кілька десятиліть. Ґанн не зміг використати пісню, яку хотів для цього фільму, через судову тяганину за право власності на неї. Пізніше він виявив, що пісня, про яку йдеться, була «Russian Roulette» гурту The Lords of the New Church. Фільм відкривається акустичною версією пісні «Creep» гурту Radiohead, яка з самого початку задала «зовсім інший тон, ніж інші два фільми». Ґанн заявив, що його другим вибором для початкового епізоду була «Wish You Were Here» гурту Pink Floyd.

## Guardians of the Galaxy Vol. 3: Awesome Mix Vol. 3 (Original Motion Picture Soundtrack)

### Список пісень
| #     | Назва                                     | Виконавці                | Тривалість |
| ----- | ----------------------------------------- | ------------------------ | ---------- |
| 1.    | «Creep» (акустична версія)                | Radiohead                | 4:19       |
| 2.    | «Crazy on You»                            | Heart                    | 4:53       |
| 3.    | «Since You Been Gone»                     | Rainbow                  | 3:17       |
| 4.    | «In the Meantime»                         | Spacehog                 | 5:00       |
| 5.    | «Reasons»                                 | Earth, Wind & Fire       | 4:59       |
| 6.    | «Do You Realize??»                        | The Flaming Lips         | 3:33       |
| 7.    | «We Care a Lot»                           | Faith No More            | 4:04       |
| 8.    | «Koinu no Carnival» (From "Minute Waltz") | EHAMIC                   | 3:10       |
| 9.    | «I'm Always Chasing Rainbows»             | Еліс Купер               | 2:08       |
| 10.   | «San Francisco»                           | The Mowgli's             | 2:53       |
| 11.   | «Poor Girl»                               | X                        | 2:54       |
| 12.   | «This Is the Day»                         | The The                  | 4:57       |
| 13.   | «No Sleep till Brooklyn»                  | Beastie Boys             | 4:07       |
| 14.   | «Dog Days Are Over»                       | Florence and the Machine | 4:12       |
| 15.   | «Badlands»                                | Брюс Спрінгстін          | 4:02       |
| 16.   | «I Will Dare»                             | The Replacements         | 3:17       |
| 17.   | «Come and Get Your Love»                  | Redbone                  | 5:00       |
| 65:13 |                                           |                          |            |

Усі пісні, що увійшли до саундтреку, звучать у фільмі. Ґанн також розповів, що мав намір використати пісню «Russian Roulette» гурту The Lords of the New Church для третьої частини трилогії, але не зміг включити її, оскільки пісня була предметом судової справи про те, хто є її власником.

### Чарти
| Чарти (2023)                          | Найвища позиція |
| ------------------------------------- | --------------- |
| ARIA Charts                           | 23              |
| Belgian Albums (Ultratop Wallonia)    | 49              |
| Japanese Albums (Oricon)              | 22              |
| Japanese Digital Albums (Oricon)      | 3               |
| Japanese Hot Albums (Billboard Japan) | 10              |

## Guardians of the Galaxy Vol. 3 (Original Score)

### Список композицій
Кожна композиція була створена Джоном Мерфі.
| #     | Назва                               | Тривалість |
| ----- | ----------------------------------- | ---------- |
| 1.    | «Kits»                              | 1:36       |
| 2.    | «Warlock vs. Guardians»             | 3:47       |
| 3.    | «That Hurts»                        | 1:36       |
| 4.    | «Batch 89»                          | 1:47       |
| 5.    | «Orgoscope»                         | 1:43       |
| 6.    | «Mo Ergaste Forn»                   | 2:31       |
| 7.    | «Orgoscope Elevator»                | 1:26       |
| 8.    | «Naming»                            | 2:25       |
| 9.    | «Dido's Lament»                     | 3:57       |
| 10.   | «Hooray Time Forever!»              | 2:22       |
| 11.   | «It Really Is Good to Have Friends» | 2:27       |
| 12.   | «Exploding Planet»                  | 1:23       |
| 13.   | «Face Off»                          | 2:39       |
| 14.   | «Into the Light»                    | 4:30       |
| 15.   | «Guardians vs. Hell Spawn»          | 3:38       |
| 16.   | «Mantis and the Abelisk»            | 1:11       |
| 17.   | «Use Your Heart Boy»                | 0:54       |
| 18.   | «The High Evolutionary»             | 2:56       |
| 19.   | «Domo! Domo!»                       | 3:48       |
| 20.   | «Who We Are»                        | 2:21       |
| 21.   | «Stampede»                          | 1:54       |
| 22.   | «Did That Look Cool?»               | 2:44       |
| 23.   | «On the Spaceport»                  | 1:47       |
| 24.   | «I Love You Guys»                   | 2:15       |
| 25.   | «Mo Ergaste Forn (Full Version)»    | 3:23       |
| 26.   | «All Life Has Meaning»              | 2:02       |
| 63:02 |                                     |            |

### Чарти
| Чарти (2023)                        | Найвища позиція |
| ----------------------------------- | --------------- |
| UK Official Soundtracks Album Chart | 33              |